# آلبرتو دل ریو
آلبرتو رودریگوئز (به انگلیسی: Alberto Rodríguez) یک کشتی‌گیر حرفه‌ای مکزیکی متولد ۲۵ می ۱۹۷۷ (میلادی) است که با نام آلبرتو دل ریو، در مسابقات کشتی حرفه‌ای شرکت می‌کند. آلبرتو برنده رویال رامبل ۲۰۱۱ و مانی این د بنک ۲۰۱۱ و ۲ بار قهرمان WWE championship بوده و دل ریو از سال ۲۰۰۰، تاکنون در این رشته فعال بوده‌است. همچنین او دو بار قهرمان سنگین‌وزن جهان شده. وی در سال ۲۰۱۴ به علت رفتار غیر حرفه‌ای از کمپانی اخراج شد اما در هل این ا سل (۲۰۱۵) بازگشت ناگهانی و مجدد وی به کمپانی داشت و توانست جان سینا را شکست دهد و کمربند قهرمانی ایالت متحده را برای اولین بار از آن خود کند. همچنین به همراه او زب کلتر هم به دبلیو دبلیو ای بازگشت و منیجر او شد. او سپس در شب بعد در راو به مصاف نویل رفت و او را شکست داد، سپس در مسابقه‌ای چهار نفره برای تعیین حریف سث رالینز به مصاف رومن رینز، دولف زیگلر و کوین اوونز رفت که رینز با پین کردن اوونز برنده این مسابقه و همچنین حریف رالینز در سروایور سریز (۲۰۱۵) شد اما با مصدومیت رالینز این مسابقه لغو شد و قرار شد ۱۶ نفر برای کسب این کمربند در مسابقات حذفی به مصاف هم بروند که دل ریو ابتدا استارداست و سپس کالیستو را شکست داد و حریف رومن رینز در مرحلهٔ نیمه نهایی شد. او در حال حاضر قهرمان جهانی در کمپانی AAA است.